# Woldemar Bargiel
Woldemar Bargiel (Berlín, 1829 – 1897) fou un compositor alemany.
Estudià a Leipzig amb Moscheles, Hauptmann i Gade, i es va donar a conèixer per les seves obres per a piano i per a orquestra; el 1859 fou nomenat professor del Conservatori de Colònia on tingué entre altres alumnes a Moritz Mayer-Mahr, Ernst Rudorff, Natalia Janotha, Alexandr Alexandrovich Ilyinsky, a Jeanne Becker, Waldemar E von Baußnern, F. W. Francke i l'estatunidenc Ernest Douglas, i mestre de capella més tard a Rotterdam, on tingué per alumne a Theodoor Verhey i on fou succeït en el càrrec per l'alemany Friedrich Gernsheim, més tard es traslladà el 1874 a Berlín, com a professor de l'Hochschule für Musik d'aquesta capital, on va tenir entre altres alumnes en Ernst Wendel, Jakob Rothstein, Fini Henriques, Martin Grabert i l'anglès Arthur Somervell
Fou entusiasta admirador de Schumann, al qual l'unien llaços familiars, però en la seva música n'obstant, apareix amb personalitat pròpia. Entre les seves obres descollen les obertures de Medea i Prometeu, les peces corals Nit de Primavera, el Salm XXIII i distintes simfonies, trios, sonates i corals.